# العلاقات الفانواتية الكيريباتية
العلاقات الفانواتية الكيريباتية هي العلاقات الثنائية التي تجمع بين فانواتو وكيريباتي.

## مقارنة بين البلدين
هذه مقارنة عامة ومرجعية للدولتين:
| وجه المقارنة                                              | فانواتو                                  | كيريباتي                        |
| --------------------------------------------------------- | ---------------------------------------- | ------------------------------- |
| المساحة (كم2)                                             | 12.19 ألف                                | 811                             |
| عدد السكان (نسمة)                                         | 276.24 ألف                               | 116.40 ألف                      |
| الكثافة السكانية (ن./كم²)                                 | 22.66                                    | 14.35 ألف                       |
| العاصمة                                                   | بورت فيلا                                | جنوب تاراوا                     |
| اللغة الرسمية                                             | اللغة البسلاما، لغة فرنسية، لغة إنجليزية | لغة إنجليزية، اللغة الكيريباتية |
| العملة                                                    | فاتو فانواتي                             | دولار كريباتي، دولار أسترالي    |
| الناتج المحلي الإجمالي (بليون دولار)                      | 862.88 مليون                             | 196.15 مليون                    |
| الناتج المحلي الإجمالي (تعادل القوة الشرائية) بليون دولار | 790.76 مليون                             | 224.26 مليون                    |
| الناتج المحلي الإجمالي الاسمي للفرد دولار أمريكي          | 2.81 ألف                                 | 1.42 ألف                        |
| الناتج المحلي الإجمالي للفرد دولار أمريكي                 | 3.03 ألف                                 | 1.81 ألف                        |
| مؤشر التنمية البشرية                                      | 0.594                                    | 0.590                           |
| رمز المكالمات الدولي                                      | +678                                     | +686                            |
| رمز الإنترنت                                              | .vu                                      | .ki                             |
| المنطقة الزمنية                                           | ت ع م+11:00                              |                                 |

## منظمات دولية مشتركة
يشترك البلدان في عضوية مجموعة من المنظمات الدولية، منها:
| علم المنظمة | اسم المنظمة                                 | تاريخ انضمام فانواتو | تاريخ انضمام كيريباتي |
| ----------- | ------------------------------------------- | -------------------- | --------------------- |
|             | يونسكو                                      | 10 فبراير 1994       | 24 أكتوبر 1989        |
|             | مؤسسة التمويل الدولية                       | 28 سبتمبر 1981       | 2 أكتوبر 1986         |
|             | بنك التنمية الآسيوي                         | 1981                 | 1974                  |
|             | منظمة حظر الأسلحة الكيميائية                | ?                    | ?                     |
|             | مؤسسة التنمية الدولية                       | 28 سبتمبر 1981       | 2 أكتوبر 1986         |
|             | الاتحاد البريدي العالمي                     | ?                    | ?                     |
|             | الاتحاد الدولي للاتصالات                    | 30 مارس 1988         | 3 نوفمبر 1986         |
|             | الأمم المتحدة                               | 15 سبتمبر 1981       | 14 سبتمبر 1999        |
|             | البنك الدولي للإنشاء والتعمير               | 28 سبتمبر 1981       | 29 سبتمبر 1986        |
|             | مجموعة دول أفريقيا والكاريبي والمحيط الهادئ | ?                    | ?                     |
|             | تحالف الدول الجزرية الصغيرة                 | ?                    | ?                     |
|             | دول الكومنولث                               | ?                    | ?                     |